# 拉马蒂维
拉马蒂维（法語：Lamativie，法語發音：[lamativi]）是法国洛特省的一个旧市镇，属于菲雅克区。2016年1月1日，拉马蒂维與苏塞拉克、科米亚克、卡尔维亚克、拉卡姆杜尔塞合併为新市镇凯尔西地区苏塞拉克。

## 地理
拉马蒂维（44°57'36"N, 2°2'26"E）面积12.82 平方千米，位于法国奧克西塔尼大區洛特省，该省份为法国西南部内陆省份，北起顺时针与科雷兹省、康塔爾省、阿韦龙省、塔恩-加龙省、洛特-加龍省和多尔多涅省接壤。
与拉马蒂维接壤的市镇（或旧市镇、城区）包括：锡朗、康普圣马蒂兰莱奥巴泽、圣于连勒佩勒兰、卡尔维亚克、科米亚克。

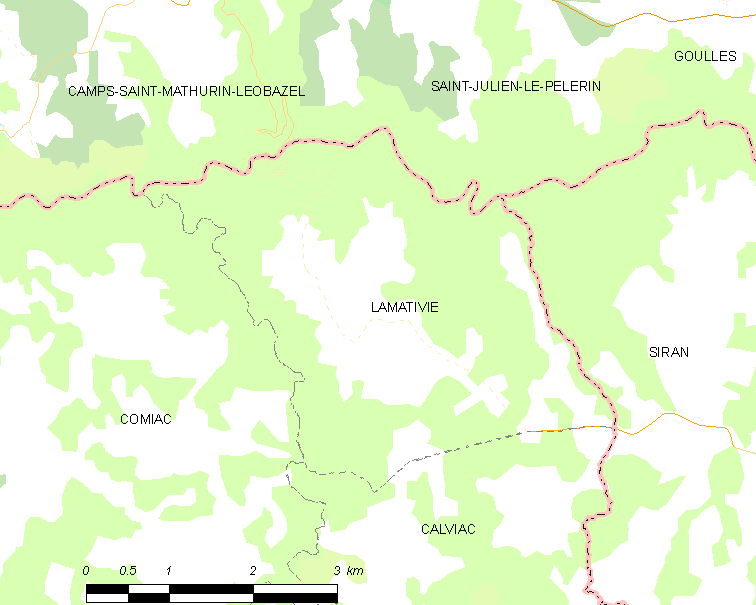
拉马蒂维的OSM定位图

拉马蒂维的时区为UTC+01:00、UTC+02:00（夏令时）。

## 行政
拉马蒂维的邮政编码为46190，INSEE市镇编码为46150。

## 政治
拉马蒂维所属的省级选区为塞尔-塞加拉县。

## 人口

1962-2008年间拉马蒂维人口变化图示

拉马蒂维于2018年1月1日时的人口数量为55人。